# ديف بولتون
ديف بولتون (بالإنجليزية: Dave Bolton)‏ هو لاعب دوري الرغبي أسترالي، ولد في 27 أبريل 1937 في ويغان في المملكة المتحدة.